# Персий
Авл Пе́рсий Флакк (лат. Aulus Persius Flaccus; родился 4 декабря 34 года, Волатерры, Римская империя — умер 24 ноября 62 года, «в своём имении на восьмой миле по Аппиевой дороге», Римская империя) — римский поэт, автор книги сатир.

## Биография
Авл Персий Флакк принадлежал к сословию всадников. Он родился в Волатеррах в Этрурии, в состоятельной семье. На шестом году жизни потерял отца; дед Персия, возможно, тождественен богатому греку-публикану Персию, которого как сутягу упоминает в одной из своих сатир Гораций. В 12 лет переехал в Рим, где учился у грамматика Реммия Палемона, ритора Вергиния Флава и философа Аннея Корнута. Находился в дружбе с Луканом, Цезием Бассом, рано умершим Кальпурнием и Тразеей Петом, общался с Сенекой Младшим. Умер «от болезни желудка на тридцатом году жизни».

## Творчество
Согласно жизнеописанию, приписываемому то Светонию, то Валерию Пробу, ранние произведения Персия включали «претексту, книгу путевых записок и маленькое стихотворение о тёще Тразеи, которая покончила самоубийством, опередив своего мужа» (имеется в виду Аррия Старшая, жена Цецины Пета, участника заговора Камилла Скрибониана при Клавдии). Эти тексты были уничтожены уже матерью Персия по совету Корнута. Корнут и Цезий Басс подготовили после смерти Персия к изданию неоконченную книгу сатир. Книга состоит из 6 гекзаметрических сатир и холиямбического пролога. Возможно, в сатирах были и прямые выпады против Нерона: согласно тому же жизнеописанию, оригинальная фраза Персия из первой сатиры (119—121) «me muttire nefas? nec clam? nec cum scrobe? nusquam? / hic tamen infodiam. uidi, uidi ipse, libelle: / auriculas asini Mida rex habet» «Мне же нельзя и шептать? хоть тайком, хоть в ямку? Напрасно? / всё же зарою я здесь. Я видел, я сам видел, книжка, / Что у Мидаса-царя ослиные уши» (пер. Ф. А. Петровского) была исправлена Корнутом в его издании на «… quis non habet?» «что у любого из нас ослиные уши». Схолии упорно приписывают с издёвкой приводимые Персием цитаты из современной литературы Нерону.
Персий Флакк был свидетелем прогрессирующей безнравственности, особенно в высших кругах римского общества и при императорском дворе. Сам будучи праведным, исповедуя принципы стоической этики, он, под влиянием чтения Луцилия, начал в своей поэзии борьбу с проявлениями этого зла. Но в строгом смысле слова только самая ранняя сатира I имеет все признаки данного жанра: в форме диалога с анонимным собеседником, тонким, ироничным словом он нападает на литературные направления, господствующие в современном ему Риме, приспособление писателей к запросам публики, искусственность их стиля, перегруженного риторическими фигурами.
Остальные сатиры излагают избранные положения стоической философии. Отталкиваясь от них, Персий показывает красоту этики стоиков и клеймит тех, кто этих правил не придерживается. Сатира II в форме послания к Максиму в день его рождения направлена против лицемеров — их фальшивую набожность и неискренние молитвы. Сатира III говорит о ценности философии и порицает разгульную жизнь молодёжи; сатира IV посвящена заповеди: «Познай самого себя»; сатира V выражает сердечную благодарность поэта Корнуту за его дружбу и наставничество, в то же время порицая его за слабость характера и потакание своим страстям; сатира VI обращена к Цезию Бассу и прославляет умеренность в повседневной жизни.
Согласно оценке его творчества в ЭСБЕ, Персий не может сравниться со своими предшественниками, Луцилием и Горацием, влияние которых очевидно в его творчестве, особенно в языке и стиле сатир. Поэт умер слишком молодым и плохо знал жизнь, он не успел научиться создавать законченные картины из деталей, которыми изобилуют его произведения. Не избежал он некоторой искусственности и пафоса, из-за чего порой он становится тёмным и трудно читаемым. Не хватало ему и юмора, а прежде всего — таланта Горация выхватывать из жизни «горячие» ситуации. Но облагораживающее содержание сатир, хотя и не новое, а повторяющее стоические принципы, искренний энтузиазм поэта и смелая борьба с пороком снискали Персию признание и славу у современников и потомков, особенно в средние века.

## Тексты и переводы
- Сатиры в переводе Ф. А. Петровского
- Латинский текст сатир на Bibliotheca Augustana: A. Persii Flacci saturae / Ed. W. V. Clausen. Oxford, 1956
- Латинский текст на сайте «Latin library»

- В серии «Loeb classical library» сатиры Ювенала и Персия изданы под № 91.
- В серии «Collection Budé»: Perse. Satires. Texte établi et traduit par A. Cartault. 98 p.

Русские переводы:
- Сатиры Персия. / Пер. и объяснения Н. М. Благовещенского. СПб, 1873. VIII, 362 стр.
- Сатиры Персия. / Пер. А. А. Фета. СПб, 1889. 45 стр.
- Персий. Сатиры. / Пер. Ф. А. Петровского. // Римская сатира. М., 1957.
  - переиздание: Римская сатира. М., 1989. С. 97-116 с комм. на с.450-458.

## Исследования
- Hooley, D. M. The Knotted Thong: Structures of Mimesis in Persius (Ann Arbor: University of Michigan Press, 1997).
- A. Persii Flacci saturae. Commentario atque indice rerum notabilium instruxit Helgus Nikitinski. München; Leipzig: K.G. Saur, 2002 (превью в GoogleBooks)
- Reckford, Kenneth J. Recognizing Persius (Princeton; Oxford: Princeton University Press, 2009) (Martin Classical Lectures).